# РХМ-7
РХМ-7 «Берлога» — российская боевая машина (БМ) радиационной и химической разведки войск РХБЗ, разработанная на базе основного боевого танка Т-72. Имеет уникальную защиту экипажа от ионизирующего излучения.
Радиационная химическая машина — 7-й модели или «Берлога».
Принята на вооружение Вооруженных сил Российской Федерации (ВС России) приказом Министра обороны Российской Федерации № 95, от 23 марта 2005 года.

## Конструкция и оснащение
РХМ-7 комплектуется современным приборным комплексом, который позволяет с высокой точностью и в любое время суток фиксировать уровни заражения окружающей среды, а также — автоматически расставлять знаки ограждения пораженных зон. Для автономной работы в экстремальных условиях в комплект оснащения включается навигационная аппаратура, кроме этого возможна передача собранной информации в автоматическом режиме, а также — ретрансляция видеоизображения зараженной пострадавшей местности. Для комфортной работы экипажа имеется система жизнеобеспечения с кондиционированием, в результате обеспечена автономная работа в течение 24 часов, в том числе, в аварийном режиме. Боевая машина имеет автономное питание от встроенного энергоагрегата. Хорошо продумана система герметизации моторно-трансмиссионного отделения и дополнительной фильтрации поступающего воздуха. В местах, где возможность работы «Берлоги» по разным причинам затруднена, на борту машины РХР имеется дистанционно-управляемый робот.